# Colisión aérea en el río Potomac de 2025
El 29 de enero de 2025, un Sikorsky UH-60 Black Hawk operado por el Ejército de los Estados Unidos colisionó con el vuelo 5342 de American Eagle, un vuelo desde Wichita, Kansas, a Washington D. C., operado por PSA Airlines en nombre de American Eagle. La colisión ocurrió sobre el río Potomac mientras el Bombardier CRJ-701ER estaba en aproximación final al Aeropuerto Nacional Ronald Reagan de Washington. Posteriormente, el helicóptero se estrelló en el río, según confirmó el Departamento de Bomberos y Servicios Médicos de Emergencia del Distrito de Columbia.
Este accidente fue el primer accidente mortal de la serie Bombardier CRJ700, y la tercera aeronave perdida de dicho tipo, además sería el primer accidente mortal para American Airlines desde el Vuelo 587, el 12 de noviembre de 2001, el primer accidente fatal de un avión civil registrado en Estados Unidos en los Estados Unidos desde el vuelo 3407 de Colgan Air el 12 de febrero de 2009; el primer accidente fatal de un avión de pasajeros en los Estados Unidos desde el vuelo 214 de Asiana Airlines el 6 de julio de 2013; el primer accidente grave en el Aeropuerto de Ronald Reagan desde el Vuelo 90 de Air Florida. 

## Aeronaves

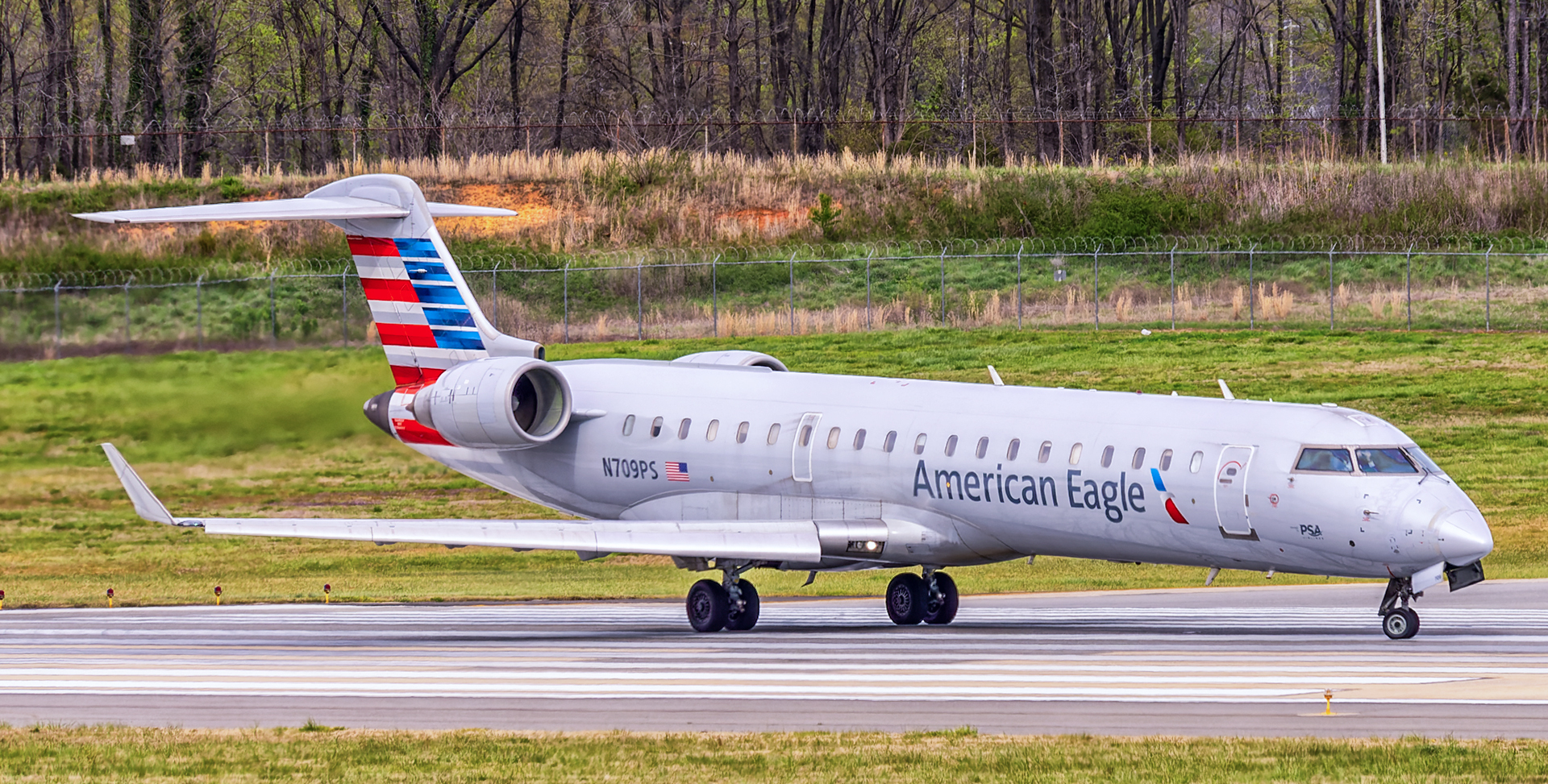
El CRJ-700 de American Eagle involucrado en el accidente, fotografíado en 2022.

El vuelo 5342 de American Eagle era operado por PSA Airlines. Despegó desde Wichita, Kansas hacia el Aeropuerto Nacional Ronald Reagan de Washington, la aeronave que la operaba era un Bombardier CRJ-701ER de 20.4 años de antigüedad, una aeronave usada para vuelos de corta a media distancia. Fue entregado a US Airways Express el 29 de octubre de 2004 y fue operado por MidAtlantic Airways antes de ser transferido a PSA Airlines el 25 de enero de 2005. 
Debido a la fusión de US Airways con American Airlines, el avión fue transferido a American Eagle el 9 de diciembre de 2013, la aeronave estuvo involucrado en un incidente el 15 de febrero de 2017 en el Aeropuerto Internacional de Charlotte-Douglas, cuando el ala derecha golpeó a un ciervo durante el despegue dañando los slats. La aeronave transportaba a 60 pasajeros y 4 tripulantes.

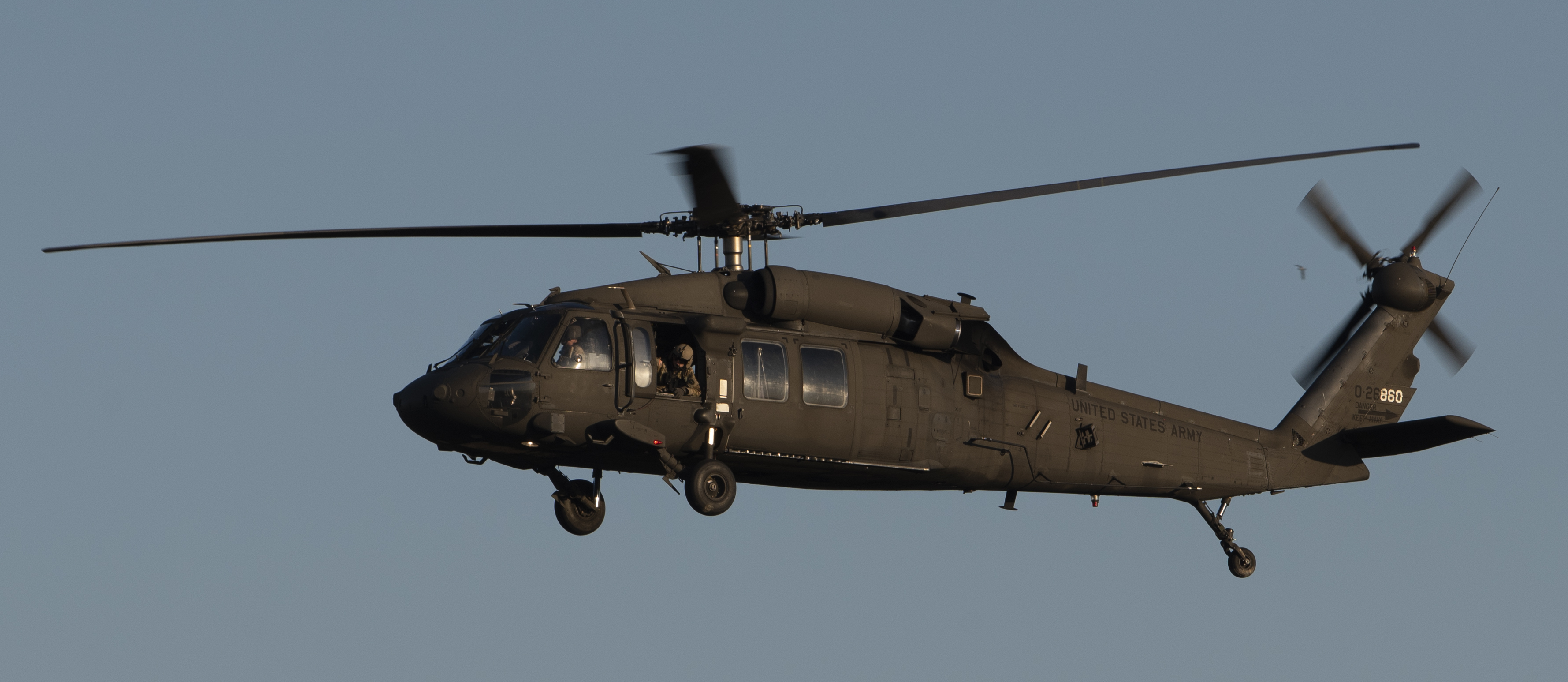
00-26860, el helicóptero VH-60 Black Hawk involucrado en el accidente, fotografiado en octubre de 2018.

Se informó que el helicóptero era un Sikorsky UH-60 Black Hawk del Ejército de los Estados Unidos (indicativo PAT25). Los vuelos de transporte aéreo prioritario están reservados para el transporte de ejecutivos o altos funcionarios estadounidenses. El helicóptero militar despegó desde de Fort Belvoir y transportaba a tres soldados de los Estados Unidos; no había ningún ejecutivo o alto funcionario estadounidense a bordo. La Fuerza de Tarea Conjunta-Región de la Capital Nacional declaró que el helicóptero era propiedad de la Compañía B del 12.º Batallón de Aviación y estaba realizando un vuelo de entrenamiento en el momento del accidente. 
30 segundos antes de la colisión, un controlador aéreo preguntó al helicóptero militar si tenía a la vista el vuelo 5342. Unos segundos antes de la colisión, el controlador aéreo ordenó al helicóptero que pasara por detrás del vuelo 5342.

## Colisión

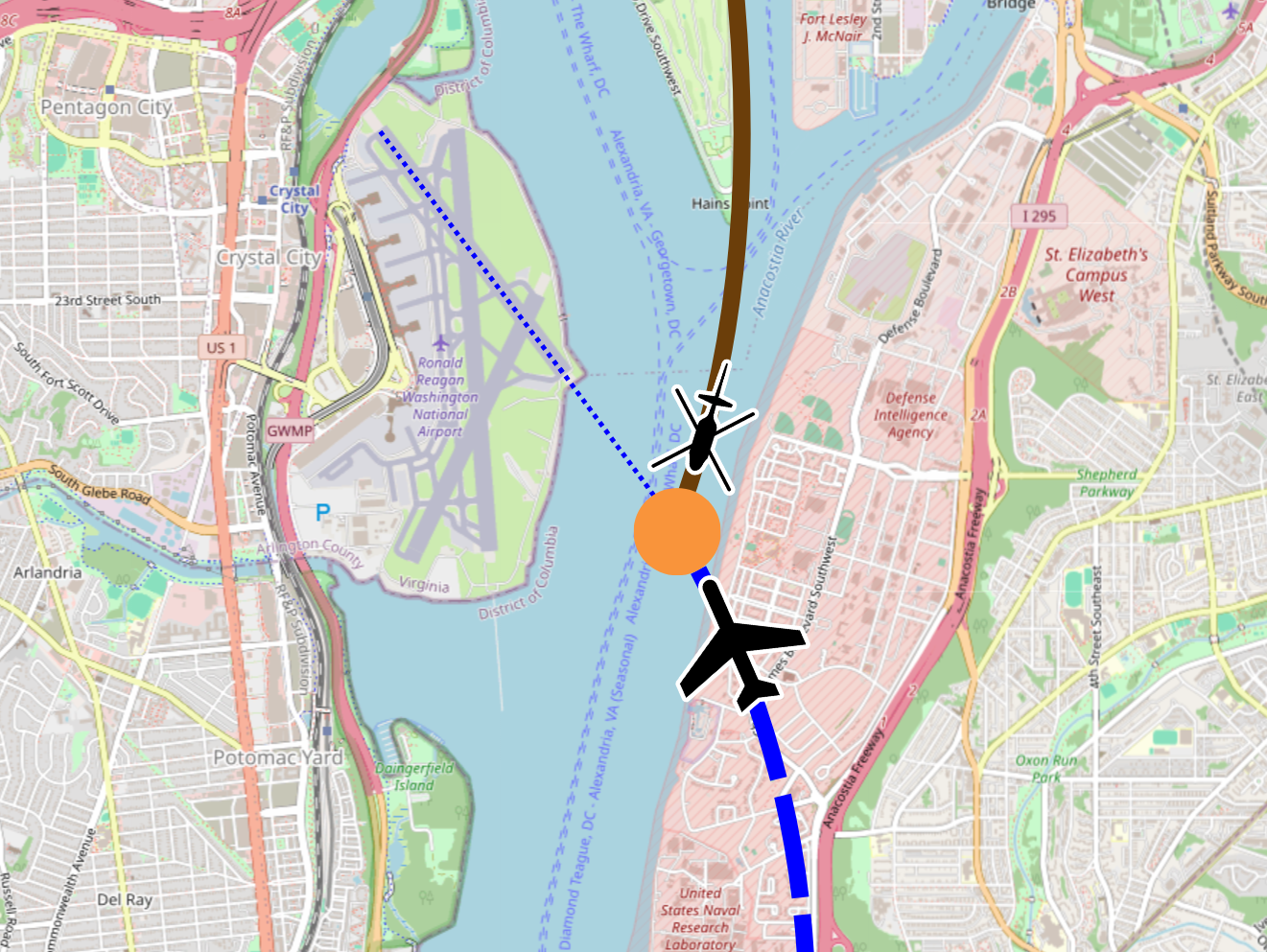
Ubicación aproximada de la colisión del Vuelo 5342 de American Eagle.

A las 8:46 pm tiempo del este, el Sikorsky UH-60 Black Hawk operado por el Ejército estadounidense colisionó con el vuelo 5342 de American Eagle, que explotó y luego se estrelló en el río Potomac. menos de 30 segundos antes de la colisión, un controlador de tráfico aéreo preguntó a la tripulación del helicóptero si tenían a la vista el vuelo 5342. La tripulación confirmó el contacto visual y solicitó «separación visual» del avión de pasajeros, lo que fue aprobado por el controlador.
Momentos después, el controlador ordenó al helicóptero que pasara por detrás del vuelo 5342. Las dos aeronaves chocaron, lo que provocó que el helicóptero explotara y se estrellara en el río Potomac. El transpondedor del Vuelo 5342 dejó de emitir a unos 730 metros antes de la pista 33. 
La colisión fue captada por una cámara web en el Centro John F. Kennedy para las Artes Escénicas y otro video mostró un breve rastro de fuego. Los testigos informaron que el avión de pasajeros «se partió por la mitad» tras el impacto, mientras que el helicóptero se estrelló boca abajo cerca del avión de pasajeros.
Un piloto de otra aeronave confirmó a un controlador de tráfico aéreo el haber visto la colisión e informó haber visto bengalas desde el lado del Potomac opuesto a ellos mientras estaban en aproximación final corta. El sistema de prevención de colisiones de tráfico (TCAS), que de otro modo habría ayudado a evitar la colisión al envíar avisos para dirigir una aeronave en curso de colisión hacia el suelo u otro obstáculo, no opera a menos de 1000 pies en la aproximación por precaución.
Momentos después del accidente, el aeropuerto suspendió sus operaciones haciendo que los controladores de tráfico aéreo desviaran las aeronaves a otras instalaciones cercanas, como el Aeropuerto Internacional Washington-Dulles o el Aeropuerto Internacional de Baltimore-Washington.

## Víctimas

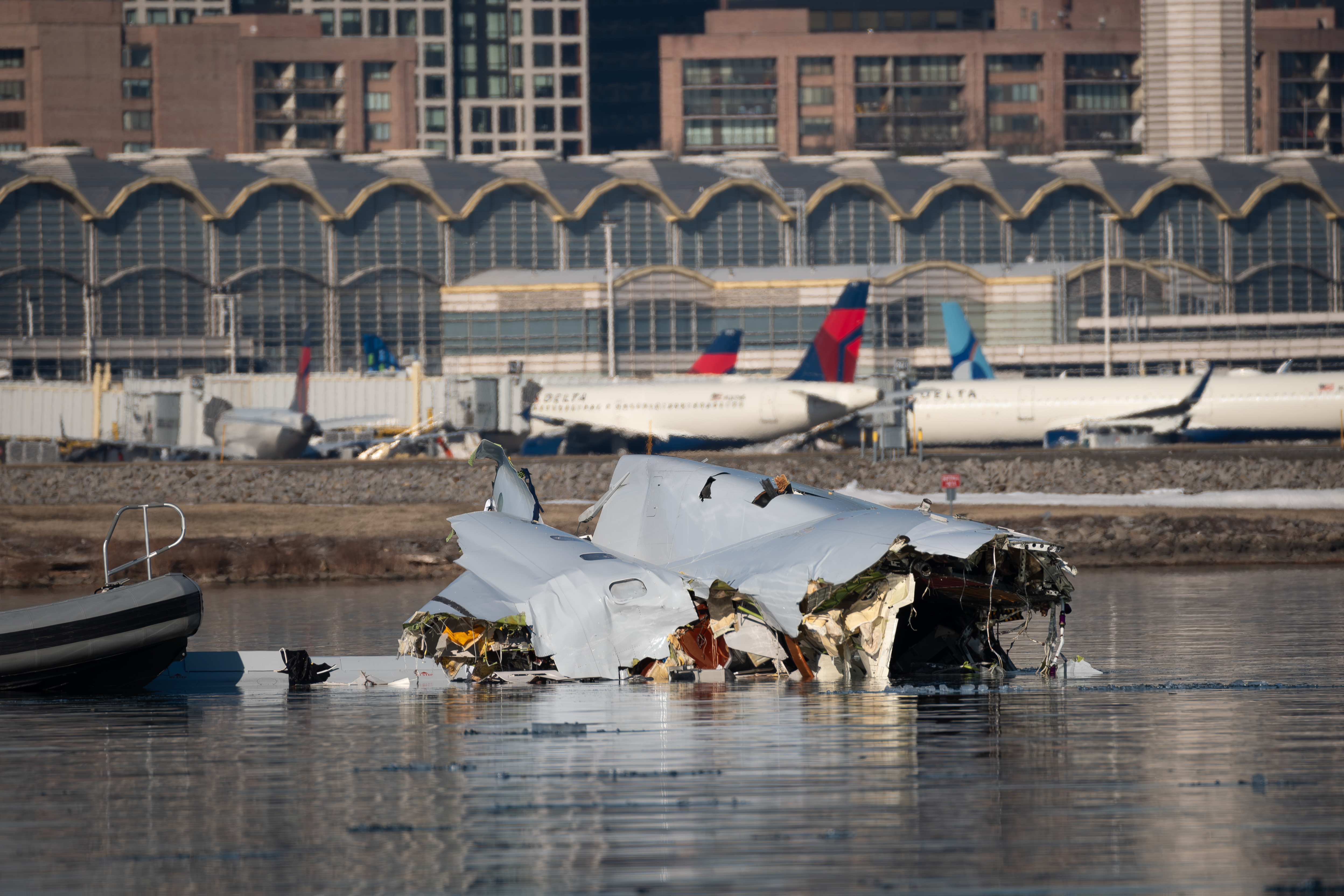
Restos del avión de PSA la mañana siguiente del accidente.

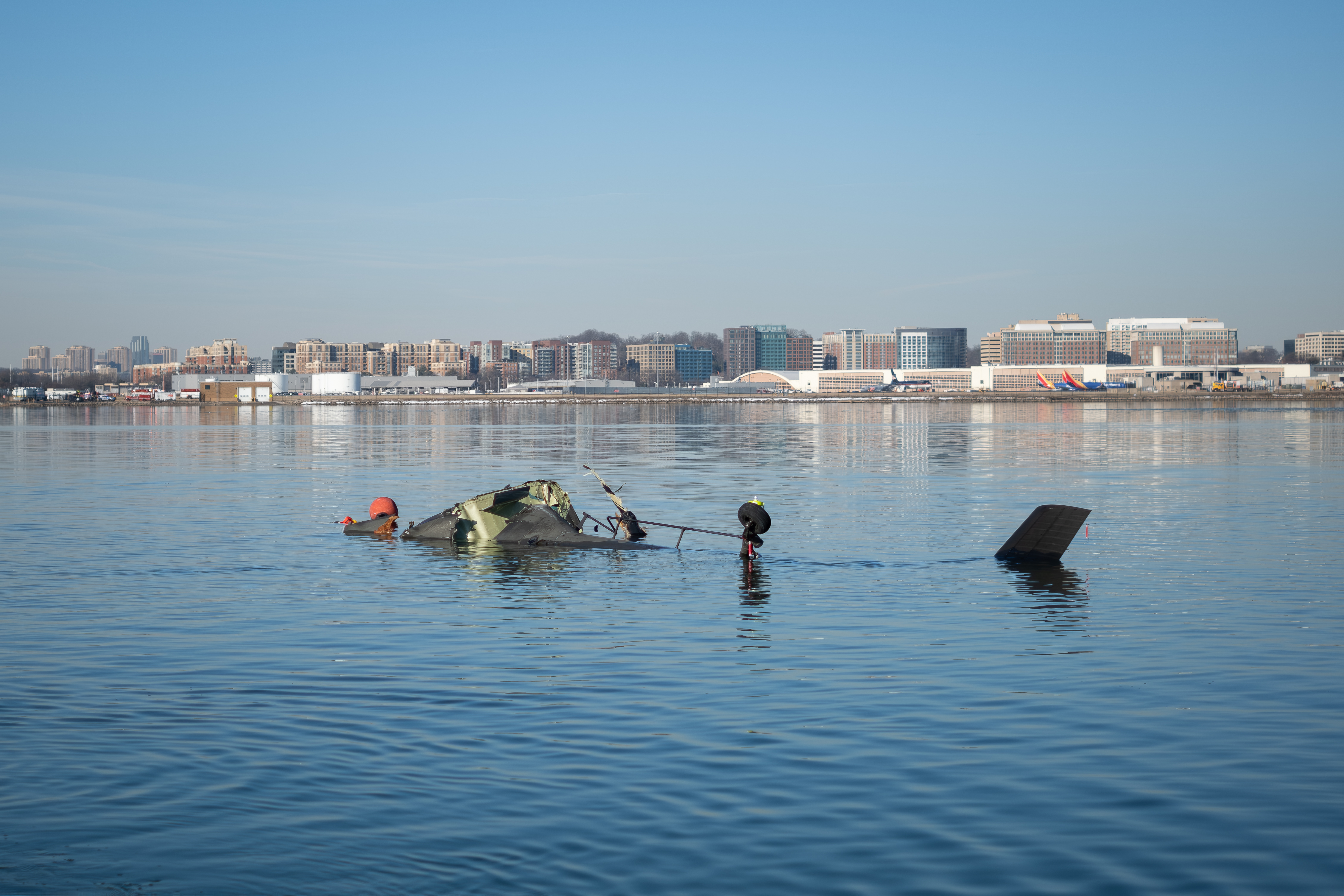
Restos del helicóptero tras el accidente.

Tres horas después de la colisión, las autoridades confirmaron muertes. A las 2:50 de la mañana siguiente, no se habían reportado sobrevivientes y las operaciones de búsqueda y rescate se describieron como «cada vez más sombrías». El senador de Kansas, Roger Marshall, dijo que se daba por muertas a las 67 personas. Entre los pasajeros se encontraban varios atletas de patinaje artístico de EE. UU., personal y familiares que regresaban de un campamento de desarrollo nacional celebrado junto con el Campeonato de Patinaje Artístico de EE. UU. de 2025 en Wichita, Kansas.
Los autocares que viajaban como pasajeros eran los rusos Evgenia Shishkova y Vadim Naumov, la pareja medallista de oro en patinaje en el Campeonato Mundial de Patinaje Artístico de 1994, junto con la tres veces campeona y entrenadora rusa de patinaje artístico Inna Volyanskaya. Es posible que hasta 15 pasajeros hayan estado afiliados al patinaje artístico. Fue el segundo accidente de aviación fatal que involucró a miembros del equipo de patinaje artístico de EE. UU., El primero fue el accidente del vuelo 548 de Sabena en Bélgica en 1961.
Cuatro pasajeros eran miembros del sindicato UA Steamfitters Local 602, con sede en D.C. A bordo del vuelo viajaban tres estudiantes y seis padres de varias escuelas de las escuelas públicas del condado de Fairfax en Virginia. Entre los soldados a bordo del UH-60L Black Hawk, los dos miembros militares identificados hasta ahora son el piloto del Black Hawk, el Suboficial 2 Andrew Eaves del condado de Noxubee, Misisipi, y el jefe de tripulación del Black Hawk, Ryan O'Hara, un veterano de la Marina estadounidense de un año del condado de Gwinnett, Georgia.

## Rescate
La colisión fue reportada por primera vez a la Policía Metropolitana a las 8:53 pm EST. Se envió personal de emergencia, incluido el Departamento de Bomberos y Servicios Médicos de Emergencia del Distrito de Columbia, al lugar. Se desplegaron barcos de bomberos al lugar del accidente en el Potomac para buscar víctimas y sobrevivientes. Los primeros informes de los equipos de rescate indicaron que se habían localizado las víctimas de la colisión. La respuesta de emergencia se vio obstaculizada por las bajas temperaturas y el hielo. La boya más cercana al lugar del accidente registró una temperatura del agua de 35 grados Fahrenheit (1,7 °C).
Se informó que la Autoridad de Tránsito del Área Metropolitana de Washington ha enviado «autobuses de calentamiento» para ayudar en los esfuerzos de socorro.

## Investigación

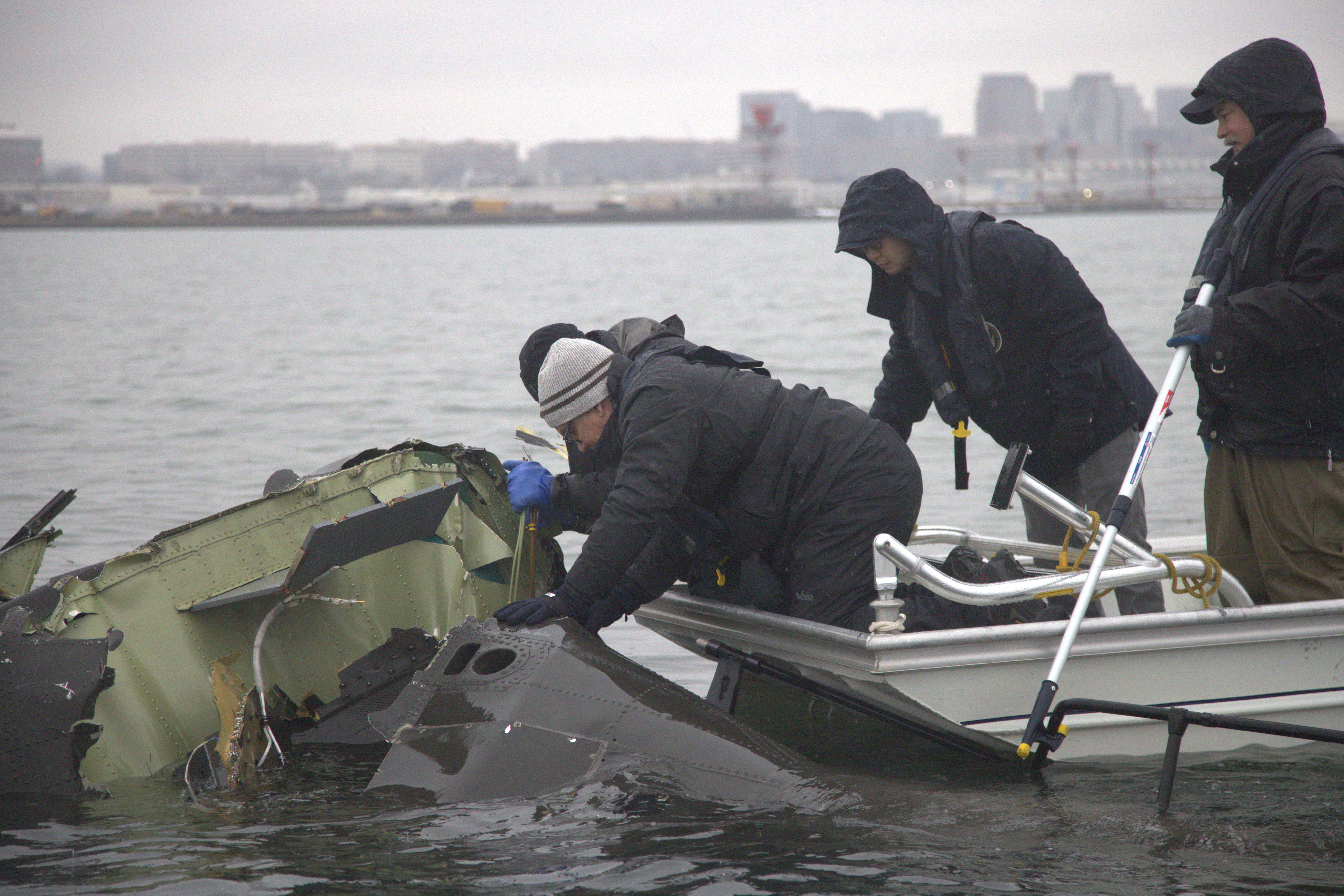
Los investigadores de la NTSB recuperan restos del río Potomac el 2 de febrero.

La Junta Nacional de Seguridad del Transporte (NTSB), la Administración Federal de Aviación (FAA), el Departamento de Defensa de los Estados Unidos y el Ejército de los Estados Unidos anunciaron que iniciarían investigaciones sobre la colisión. La Oficina Federal de Investigaciones (FBI) también declaró que ayudaría en la respuesta, aunque no hubo indicios de terrorismo o actividad criminal.
El fuselaje del vuelo 5342 fue encontrado boca abajo en tres secciones del río y está siendo recuperado. La búsqueda de escombros se extendió al puente Woodrow Wilson, a 4,8 km al sur del Aeropuerto Reagan.